# I Want to Hold Your Hand
«I Want to Hold Your Hand» es una canción de la banda británica The Beatles, publicada como su quinto sencillo el 29 de noviembre de 1963 en el sello Parlophone. Escrita por John Lennon y Paul McCartney y grabada el 17 de octubre de 1963, fue la primera grabación hecha por los Beatles con un equipamiento de cuatro pistas. 
Con pedidos anticipados que superaba el millón de copias en el Reino Unido, «I Want to Hold Your Hand» habría ido directamente a la cima de las listas musicales británicas si no lo hubiera impedido el primer millón en ventas de la banda, su anterior sencillo «She Loves You», que estaba teniendo un resurgimiento popular después de que se le realizara una intensa cobertura mediática al grupo. Tras dos semanas en tardar en desalojar a su sencillo predecesor, «I Want to Hold Your Hand» permaneció en el número 1 durante cinco semanas y se quedó entre los cincuenta primeros de la lista en el Reino Unido durante un total de veintiún semanas.
También fue el primer éxito estadounidense del grupo en el número uno, al ingresar el 18 de enero de 1964 en el número 45 de la lista Billboard Hot 100 y comenzar la invasión británica a la industria musical estadounidense. Para el 1 de febrero había llegado a la cima del Hot 100 y permaneció allí durante siete semanas antes de ser reemplazado por «She Loves You». Su estancia en la lista de Billboard fue de quince semanas. «I Want to Hold Your Hand» se convirtió para 2000 en el sencillo más exitoso de los Beatles en todo el mundo con más de 15 millones de copias vendidas. En 2018, la revista Billboard mencionó a la canción como el 48.º mayor éxito de todos los tiempos en el Billboard Hot 100.
«I Want to Hold Your Hand» fue grabada también por los Beatles en alemán como «Komm, gib mir deine Hand», después de que se les hubiera indicado de que así venderían más discos de la canción en Alemania.

## Antecedentes y composición
El rechazo de Capitol Records a las grabaciones de la banda en Estados Unidos era la principal preocupación de Brian Epstein, por lo que este animó a Lennon y McCartney a escribir una canción al gusto específico del mercado estadounidense. Sin embargo, George Martin no tenía ese recuerdo y creía que Capitol no iba a tener otra alternativa que lanzar tarde o temprano «I Want to Hold Your Hand» debido a la creciente demanda de productos de la banda.
McCartney se había mudado recientemente al 57 de Wimpole Street (Londres), en donde se alojaba como invitado del Dr. Richard y Margaret Asher, de cuya hija, la actriz Jane Asher, se había convertido en novio después de haberse conocido ambos a principios de 1963. Este lugar se convirtió brevemente en la nueva base para la composición de Lennon y McCartney, reemplazando la casa de McCartney en el Forthlin Road de Liverpool. Margaret Asher enseñaba tocar el oboe en una «sala pequeña y cargadamente musical» del sótano, en donde Lennon y McCartney se sentaban y componían al piano «I Want to Hold Your Hand». En septiembre de 1980, Lennon le dijo a la revista Playboy:

Escribíamos entonces muchas cosas juntos, mano a mano, uno al lado del otro. Como en “I Want to Hold Your Hand”, cuando recuerdo el momento en que obtuvimos el acorde que hizo posible la canción. Estábamos en la casa de Jane Asher, abajo, en el sótano, tocando conjuntamente el piano. Teníamos “Oh you-u-u/ got that something...” y Paul toca ese acorde y yo me giro y le digo: “¡eso es!, ¡haz eso de nuevo!”. En aquellos días solíamos escribir enteramente así, ambos componiendo bajo la nariz del otro.

En 1994, McCartney estuvo de acuerdo con la descripción de Lennon sobre las circunstancias que rodearon la composición de «I Want to Hold Your Hand», al decir: «“Mano a mano” es el perfecto término para describirlo. Así fue exactamente como ocurrió todo. “I Want to Hold Your Hand” fue realmente una composición conjunta». Según Ian MacDonald, de acuerdo con la forma en que Lennon y McCartney colaboraban en esos tiempos, lo más probable es que ambos pronunciaran frases simples y aleatorias, y si las frases encajaban con el sonido en general, se quedaban. El título de la canción probablemente era una variación de «I Wanna Be Your Man», que los Beatles habían acabado de grabarla hacía poco.

## Estructura musical
Con reminiscencias a las técnicas del Tin Pan Alley y el Brill Building y ejemplo de una forma modificada de 32 compases, «I Want to Hold Your Hand» se escribió bajo un modelo de dos puentes con un verso único haciendo de conector. La canción no tiene un cantante «principal» real, al ser cantada en armonía por Lennon y McCartney.

## Grabación
Los Beatles grabaron «I Want to Hold Your Hand» en el estudio 2 de los EMI Studios el 17 de octubre de 1963. Esta canción, junto a la cara B de su sencillo, «This Boy», fue la primera de los Beatles que se grabó con la tecnología de cuatro pistas. Las dos canciones se grabaron el mismo día y cada una necesitó diecisiete tomas para completarse. La mezcla mono y estéreo fue realizada por George Martin el 21 de octubre de 1963. Se realizaron después más mezclas en estéreo, el 8 de junio de 1965 para compilaciones publicadas por las filiales de EMI en Australia y los Países Bajos, y el 7 de noviembre de 1966.
«I Want to Hold Your Hand» fue una de las dos canciones (junto con «She Loves You» como «Sie liebt dich») que los Beatles grabarían luego en alemán, titulada «Komm, gib mir deine Hand» (literalmente «Ven, dame tu mano»). Ambas canciones fueron traducidas por el músico luxemburgués Camillo Felgen bajo el seudónimo de «Jean Nicolas». Odeon, la rama alemana de EMI (la empresa matriz del sello discográfico de los Beatles, Parlophone) estaba convencida de que los discos de los Beatles no se venderían en Alemania a menos que se cantaran en alemán. La banda detestaba la idea y optaron por boicotear la sesión cuando la debieron de grabar el 27 de enero de 1964 en los estudios Pathé Marconi de EMI en París, ciudad en cuyo Teatro Olympia estaban realizando dieciocho días de conciertos musicales. George Martin, su productor discográfico, se indignó después de haber esperado algunas horas a que aparecieran, y les insistió en que tenían que intentarlo. Dos días después, los Beatles grabaron «Komm, gib mir deine Hand», una de las pocas veces en su carrera que grabaron fuera de Londres. Martin llegaría a admitir más tarde: «Tenían razón, en realidad, no era necesario que grabaran en alemán, pero no fueron descorteses, hicieron un buen trabajo».
«Komm, gib mir deine Hand» fue lanzado como sencillo alemán en marzo de 1964. En julio, la canción apareció en estéreo en Something New, álbum de los Beatles publicado por Capitol Records en Estados Unidos. «Komm, gib mir deine Hand» se incluiría posteriormente en las recopilaciones Past Masters en 1988 y Mono Masters en 2009.

## En directo
«I Want to Hold Your Hand» fue interpretada en directo por el grupo en casi todos los conciertos celebrados en las diferentes giras que hicieron en 1963 y 1964. A partir de 1965 ya no se la incluyó en el repertorio en directo del grupo.
No obstante, a pesar de constituir uno de los mayores éxitos de la banda de Liverpool, ninguno de los cuatro Beatles, en sus posteriores conciertos en solitario después de la disolución del grupo, la volvió a interpretar en directo.

## Personal
- John Lennon – voz principal, guitarra rítmica (Gibson J-160E) pero también utiliza (Rickenbacker 325c64) y palmas.
- Paul McCartney – voz principal, bajo y palmas.
- George Harrison – guitarra líder (Rickenbacker 420), (Gretsch Country Gentleman), (Gibson J-160E) y palmas.
- Ringo Starr – batería y palmas.

## Posición en las listas
| Año  | País           | Lista               | Posición | Semanas n.º 1 | Semanas en lista |
| ---- | -------------- | ------------------- | -------- | ------------- | ---------------- |
| 1963 | Reino Unido    | Record Retailer     | 1        | 5             | 22               |
| 1963 | Reino Unido    | New Musical Express | 1        | 6             |                  |
| 1963 | Reino Unido    | Melody Maker        | 1        | 5             | 19               |
| 1964 | Estados Unidos | Billboard Hot 100   | 1        | 7             | 15               |
| 1964 | Estados Unidos | Record World        | 1        |               |                  |
| 1964 | Estados Unidos | Cash Box            | 1        | 8             |                  |

## Versiones
- Fue cantada por Papuchka Vivanco, hijo (legalmente) de la cantante Yma Súmac y del músico Moisés Vivanco, en un sencillo de 1964.[11]
- Fue interpretada por el grupo mexicano Los Xochimilcas en su disco «Los psicodélicos Xochimilcas» del año 1968.
- Fue cantada en el episodio «Grilled Cheesus» (2.ª temporada, episodio 3) de la serie televisiva Glee por el personaje de Kurt Hummel, interpretado por Chris Colfer.
- Fue cantada en la película de Big Time Rush estrenada el 10 de marzo de 2012. De la cadena Nickelodeon.
- Fue cantada en la película Across The Universe estrenada en 2007 por la productora Sony pictures y dirigida por Julie Taymor.
- Fue cantada también en la serie televisiva de Casi Angeles en la tercera temporada por Emilia Attias (su personaje: Paz, fanática del cuarteto del Liverpool).
- Fue interpretada por "The Standells" en un episodio de "La Familia Munster"